# انزال الکتریکی

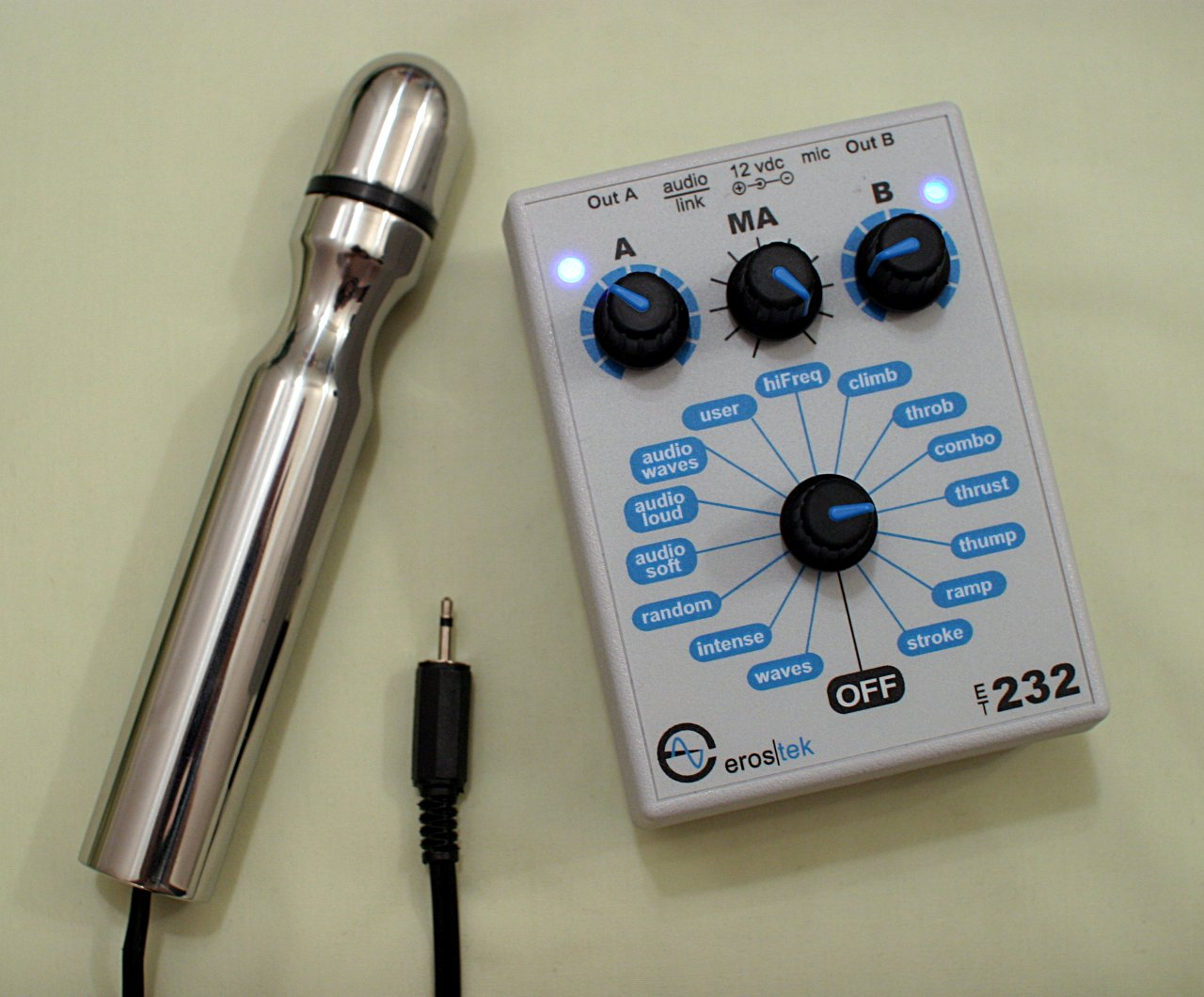
یک محرک جنسی برقی به همراه الکترود.

انزال الکتریکی روشی برای نمونه‌گیری منی از پستانداران نر بالغ از جمله انسان است. این روش به منظور پژوهش علمی، تخم‌کشی و همچنین درمان مشکلات جنسی در مردان به کار می‌رود. اخیراً طی مطالعاتی در استفاده از این روش برای تولید مثل از جانبازان قطع نخاع انجام شده‌است. در این روش با انزال مصنوعی توسط دستگاه‌های الکترونیکی اسپرم استخراج شده و طی لقاح منصوعی همسر فرد می‌تواند بارور شود.